# Wiktor Junosza-Piotrowski

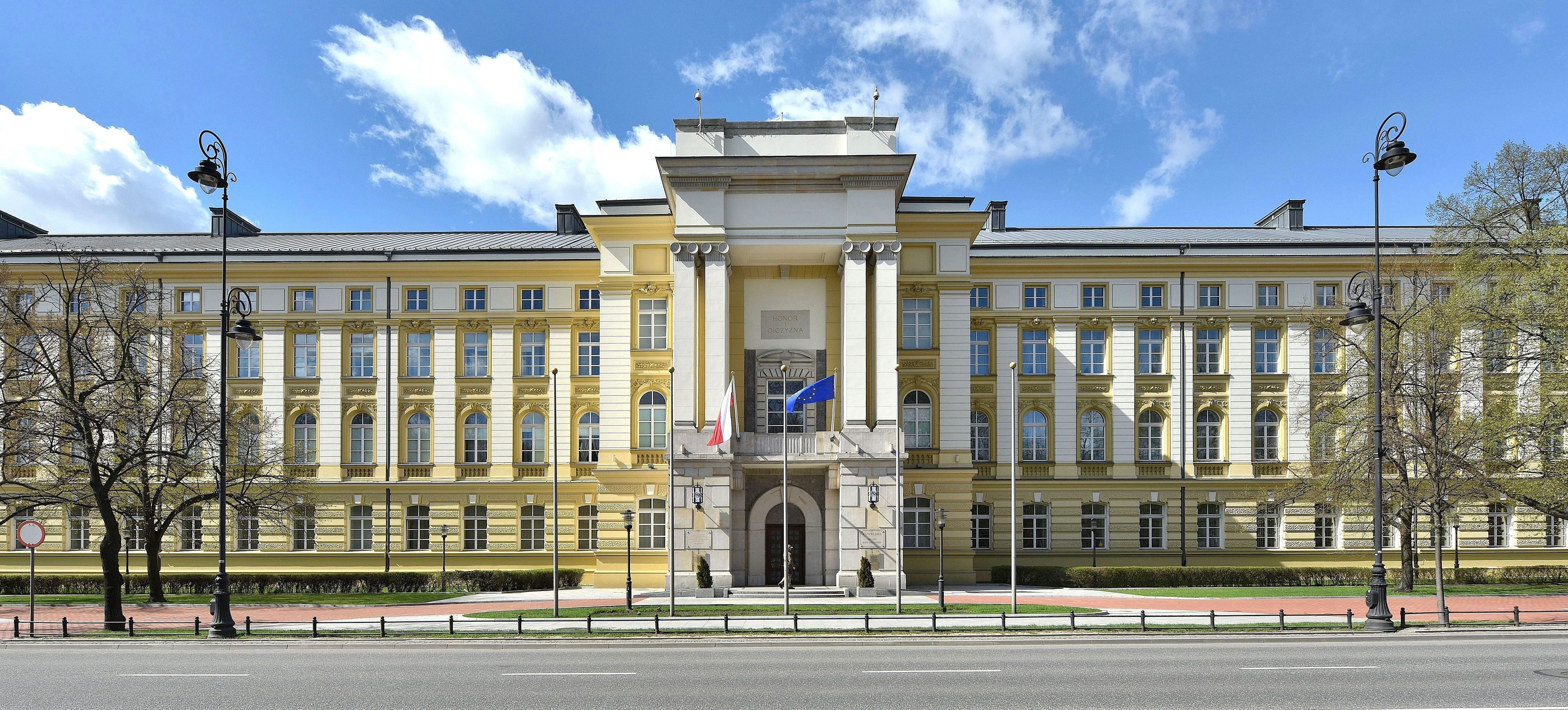
Zespół Korpusu Kadetów im. Aleksandra Suworowa w Warszawie (obecnie siedziba Kancelarii Prezesa Rady Ministrów)

Wiktor Junosza-Piotrowski (ur. 1855, zm. 16 lipca 1917 w Michałowie, gubernia witebska) – polski architekt. 

## Życiorys
Ukończył studia w Instytucie Inżynierów Cywilnych w Petersburgu.

## Ważniejsze projekty
- Zespół Korpusu Kadetów im. Aleksandra Suworowa w Warszawie (obecnie siedziba Kancelarii Prezesa Rady Ministrów, z H.J. Gayem, ok. 1900)[5]
- Budynek więzienia mokotowskiego w Warszawie (z H.J. Gayem i J. Możdżeńskim, 1904)[2]
- Koszary przy ul. 11 listopada w Warszawie (ok. 1900)[2]
- Koszary u zbiegu ulic Rakowieckiej i Puławskiej w Warszawie (ok. 1900)[2]
- Koszary w Jabłonnie[2]
- Koszary w Białymstoku[2]
- Koszary w Ostrogu[2]
- Kościół św. Barbary w Witebsku (przebudowa)[2]